# Општина Расова (Констанца)
Расова (рум. Rasova) општина је у Румунији у округу Констанца.
Oпштина се налази на надморској висини од 79 m.